# Елизавета Люксембургская
Елизавета Люксембургская (чеш. Alžběta Lucemburská; 7 октября 1409, Вишеград — 19 декабря 1442, Дьёр) — королева Германии, Венгрии и Чехии, эрцгерцогиня Австрийская. Она временно была регентом в 1439—1440 годах, претендентом на трон и одной из участниц Венгерской гражданской войны 1440—1442 годов. Она была единственным ребёнком Сигизмунда, императора Священной Римской империи, короля Венгрии и Чехии, и его второй жены Барбары Цилли. Её отец был последним мужским представителем дома Люксембургов на императорском троне.

## Семья и притязания на трон
Елизавета была дочерью Сигизмунда, императора Священной Римской империи, от второго брака. Первая жена Сигизмунда, Мария, королева Венгрии, происходила из Анжуйской династии королей Венгрии. Поскольку Елизавета не была дочерью Марии, она не могла унаследовать престол по данной линии, но она разными путями вела происхождение от дома Арпадов, древних королей Венгрии. Она была потомком Арпадов через бабушку, Елизавету Чешскую (1292—1330), которая сама была внучкой Кунигунды Славонской, внучки Белы IV, короля Венгрии. Правда, это родство с венгерскими королями было очень далёким, но все другие потомки Арпадов по женской линии имели в то время не более близкое родство. Кроме того, она происходила от Арпадов и по другой линии — от короля Чехии Пржемысла I Отакара и его второй жены Констанции Венгерской, дочери короля Венгрии Белы III.
Дедом Елизаветы по отцовской линии был император Священной Римской империи Карл IV, а бабушкой — Елизавета Померанская. Её дедом по материнской линии был Герман II (родителями которого были словенские правители Герман I и Катерина Боснийская, которая, по-видимому, происходила из дома Неманичей, королей Сербии), а бабушкой — Катерина Венгерская, дочь Иштвана V, короля Венгрии. По праву деда по отцовской линии она, через императора Карла, была наследницей Чехии, а через Елизавету Померанскую, по женской линии происходившую из Куявской линии династии Пястов, — наследницей Польши. Таким образом, Елизавета была главной претенденткой на престол нескольких славянских королевств и земель.

## Рождение
Её приблизительный день рождения может быть вычислен на основании письма короля Сигизмунда Яношу, сыну Петра Каменди, Лорду-лейтенанту медье Зала, в Виглас, Словакия, датированного 26 апреля 1410 года, с печатью королевы Барбары Цилли, которая также находилась там, в котором он информирует его о рождении дочери в день праздника alias circa festum beati Francisci confessoris. Поскольку этот праздник отмечают 4 октября, он должен был произойти в прошлом году, то есть 1409, в октябре. Бараньяи объясняет, что использование circa позволяет говорить о сентябре, но если бы это случилось в сентябре, тогда бы речь шла о празднике Архангела Михаила который отмечают 26 сентября, а не праздника Франциска Ассизского. Единственный нерешенный вопрос — точная дата, рассчитанная от даты помолвки его дочери с эрцгерцогом Альбрехтом, которая состоялась 7 октября 1411 года в Братиславе, Венгрия, возможно, устроенная в честь другого важного события, поскольку не попадает на другие религиозные праздники. День рождения можно также рассчитать и проследить от традиционного места, где рожали королевы, Вишеграда, и на который ссылается в своих мемуарах Елена Коттанерин в случае королевы Елизаветы, родившей Ладислава Постума в начале 1440 года. Кроме того, дорожные дневники Короля Сигизмунда показывают, что он находился в Вишеграде с 9 по 19 октября 1409 года. И наконец можно сделать заключение, что её день рождения в Праге 28 февраля 1409 года, аналогично 27 ноября того же года, который в действительности был днём крещения, взят из ошибочных источников.

## Брак
28 сентября 1421 года в Братиславе, Венгрия, Елизавета вышла замуж за Альбрехта V, герцога Австрийского, и стала герцогиней Австрийской. После смерти её отца Альбрехт был выбран королём Венгрии, Богемии и Германии. Соответственно она стала королевой Венгрии, Чехии и Германии. Елизавета была коронована 1 января 1438 года епископом Веспремским.

## Регент
После смерти мужа она рассматривалась как законная наследница венгерского трона и получила власть над Венгрией в качестве регента. Она была беременна, и была уверенна, что родится сын. Она готовилась к выборам следующего короля Венгрии и создала политическую партию сторонников. Среди её сторонников были семья её матери Цилли, Ульрих Силежский (Cylejskiego), крупнейший феодал Венгрии, Жексича (Szécsich), Гарау (Garaiów) и городов, и сторонники, назначенные на должности архиепископа и управляющего королевским замком. До 1440 Елизавета де-факто была королевой Венгрии, и её указы принимали и исполняли, хотя она ещё не была выбрана советом и утверждена им. 1 января 1441 совет собрался чтобы выбрать короля. Из-за угроз со стороны Османской империи было решение, что она не может быть королём, так как нужен был военачальник. Были также предложения, что Елизавета должна выйти замуж за нового короля. В конце концов Владислав Польский был выбран королём Венгрии.

## Гражданская война
Елизавета покинула Будапешт со своими сторонниками и королевскими регалиями и 15 мая короновала своего сына королём Венгрии в Дьёре, а 22 мая Владислав Польский был под именем Уласло I коронован в короли Венгрии в Будапеште. Северная Венгрия поддерживала Елизавету и она напала на Будапешт с армией, руководимой Яном Искрой (Jana Jiskrę z Brandysu), но была разбита. Елизавета оставила своих детей на попечение Фридриха III, императора Священной Римской Империи, и финансировала гражданскую войну в Австрии. В 1442 были проведены переговоры с кардиналом Цезарини в Дьёре. Елизавета и Владислав Польский встретили друг друга с подарками. Владислав Польский подарил Елизавете мех. Вскоре после этого Елизавета умерла. Ходили слухи, что её отравили.
Её единственный сын Ладислав Постум, король Венгрии и Богемии, умер без наследников, и каждое королевство выбрало собственного правителя.
Её дочери Анна (1432—1462) и Елизавета (1436—1505) продолжили род, их потомки в конце концов вернули все королевства.